# المجمع المغلق 1455
المجمع المغلق 1455 هو المجمع الموكول بانتخاب بابا الكنيسة الكاثوليكية الجديد بعد استقالة البابا. انعقد مجمع الكرادلة لانتخاب البابا الجديد بدءًا من
4 أبريل 1455 وانتهى في 8 أبريل 1455. انتُخبَ كاليستوس الثالث ليكون البابا الجديد للكنيسة.
عُقدَ المجمع في إيطاليا في 1455.